# 19 Pułk Piechoty (austro-węgierski)
Węgierski Pułk Piechoty Nr 19 (IR. 19) – pułk piechoty cesarskiej i królewskiej Armii. 

## Historia pułku
Pułk kontynuował tradycje pułku utworzonego w 1734 roku. Okręg uzupełnień – Jawaryn (węg. Győr).
Pułk (bez 3. batalionu) wchodził w skład 98 Brygady Piechoty należącej do 49 Dywizji Piechoty. Wiosną 1912 roku pułk (bez 3. batalionu) został podporządkowany komendantowi nowo utworzonej 94 Brygady Piechoty w Tolminie (niem. Tolmein), należącej do 28 Dywizji Piechoty. Trzeci batalion stacjonujący w Jawarynie (węg. Győr) był podporządkowany komendantowi 65 Brygady Piechoty należącej do 33 Dywizji Piechoty.
Pułk obchodził swoje święto 18 października, w rocznicę bitwy pod Lipskiem stoczonej w 1813 roku.
Kolory pułkowe: ciemnoczerwony (dunkelrot), guziki srebrne. Skład narodowościowy w 1914 roku 95% – Węgrzy.
W 1873 roku komenda pułku znajdowała się w Comoru, komenda uzupełnień oraz batalion zapasowy w Jawarynie (węg. Győr).
W latach 1903–1905 komenda pułku oraz 1. i 4. bataliony stacjonowały w Győr, natomiast 2. i 3. bataliony w Bratysławie.
W latach 1906–1907 i 1910–1912 komenda pułku oraz 1., 2. i 4. bataliony stacjonowały w Wiedniu, natomiast 3. batalion w Jawarynie (węg. Győr).
W latach 1912–1914 komenda pułku i 2. batalion stacjonował w Tolminie, 1. batalion w Sežanie (wł. Sesana), 3. batalion w Jawarynie (węg. Győr), natomiast 4. batalion w Kobarid (niem. Karfreit).
W latach 1914–1915, w czasie I wojny światowej, pułk walczył z armią rosyjską w Galicji. Żołnierze pułku są pochowani m.in. na cmentarzach wojennych: nr 145 Gromnik i nr 314 Bochnia.

## Szefowie pułku
Kolejnymi szefami pułku byli:
- FM Leopold Stephan von Pálffy ab Erdöd (1734 – †9 IV 1773),
- FZM Richard d’Alton(inne języki) (1773 – 1786 → szef IR. 26),
- FM Allvintzi de Berberek (1786 – †25 XI 1810),
- FM Philipp August Friedrich Landgraf von Hessen-Homburg (1812 – †15 XII 1846),
- FZM Karl Philipp Borromäus Fürst zu Schwarzenberg (1847 – †25 VI 1858),
- FML Rudolf Habsburg-Lotaryński (1858 – †30 I 1889),
- arcyksiążę generał kawalerii Franciszek Ferdynand Habsburg (1890–1918)[1].

W latach 1858–1869 drugim szefem pułku był FZM Heinrich von Handel.

## Komendanci pułku
- płk Carl Edler von Ráth (1873)
- płk Hugo Kalliwoda (1903–1906)
- płk Karl Waitzendorfer (1907–1911 → komendant 27 Brygady Piechoty[7])
- płk Rudolf Ritter von Metz (1911[8] – 1914[1])